# Rafael Barros
Rafael Barros Valenzuela (* 10. November 1890 in Ranguilí, Provinz Curicó; † 16. August 1972), manchmal auch als Rafael Barros V. zitiert, war ein chilenischer Agraringenieur, Ornithologe und Entomologe.

## Leben
Barros besuchte eine öffentliche Schule in San Fernando und studierte dann am Patrocinio de San José in Santiago de Chile. Nach seinem Abschluss als Agraringenieur an der Pontificia Universidad Católica de Chile im Jahr 1912 wurde er zum Assistenzprofessor für Tierzucht am Lehrstuhl von Julio Besnard ernannt. Im Februar 1915 heiratete er Lucrecia Valenzuela Moraga, die ihm bis zu ihrem Tod im Jahr 1964 bei unzähligen Forschungen, Studien und Übersetzungen unterstütze und auch mit Notizen und Feldbeobachtungen beitrug. Aus dieser Ehe gingen elf Kinder hervor. Barros arbeitete bis 1917 an der Universität und übernahm dann den Posten des Verwalters der Station Piscicultura am Río Blanco, wo er viele seiner ornithologischen Exkursionen in die Berge unternahm. 
Barros war einer der Initiatoren bei der Einführung und Akklimatisation des Königslachses und des Koboldkärpflings in Chile. Er hat ein unveröffentlichtes Werk über die Fischzucht in Binnengewässern verfasst. Mehr als fünfundzwanzig Jahre lang arbeitete er als Aufforstungsingenieur im Ministerio de Tierras y Colonización und im Landwirtschaftsministerium.
Barros verbrachte einen Teil seines Lebens in einer Pension in Santiago de Chile, wo er an universitärer Forschung arbeitete. Nach einem verheerenden Brand, der den Verlust seines gesamten Eigentums zur Folge hatte, zog er nach Los Andes, von wo aus er regelmäßig zur Station Piscicultura reiste. Anschließend lebte er zweimal in Llico an der Küste von Curicó, wo er umfangreiche Forschungsarbeiten durchführte und seine Sammlung von ornithologischen Präparaten erweiterte.
Über einen Zeitraum von mehr als fünf Jahren lebte er im Hinterland von San Francisco de Mostazal auf der Farm El Romeral de Pilay, die im Besitz eines Bruders war. Von dieser Basis aus unternahm er zahlreiche Exkursionen in die Gebirgszüge an der Mündung des Río Peuco, die zu mehreren seiner späteren Publikationen führten.
Barros arbeitete an verschiedenen Orten wie El Bosque (Santiago), Llico, Maullín und Linares, wo er zur Aufforstung der Dünen beitrug. Er trug beachtliche Sammlungen aus Vögeln, Eiern, Insekten und Büchern zusammen. Zudem zeigte er ein Interesse an der Archäologie und sammelte wertvolles Material, darunter Knochen, Pfeilspitzen sowie steinzeitliche und keramische Artefakte.
Um im Ruhestand ein Grundstück und ein Haus zu erwerben, veräußerte er seine erste vollständige Vogelsammlung, die das Ergebnis seiner lebenslangen Anstrengungen darstellte. In der Folge begann er eine zweite Sammlung, die jedoch nicht mehr auf eigener Jagd und Feldforschung basierte, sondern auf Geschenken seiner Kinder und Freunde. 
Barros war Mitglied der Sociedad Chilena de Historia Natural, der Hochschule für Agraringenieure, der Asociación Ornitológica del Plata sowie wissenschaftlicher Mitarbeiter des Santa Barbara Museum of Natural History (Kalifornien), der Smithsonian Institution (Washington, D.C.), des American Museum of Natural History (New York, N.Y.), des Museum of Vertebrate Zoology der University of California, Berkeley (Kalifornien), des Instituto Butantan in São Paulo (Brasilien) und andere mehr. 
Mehr als fünfzig Jahre korrespondierte er mit renommierten Naturforschern aus Nordamerika, Brasilien, Argentinien, Ecuador, Frankreich und Spanien, mit denen er Erfahrungen und Beratungsmaterial austauschte, sowie mit chilenischen Naturforschern und mit der Chilenischen Akademie der Wissenschaften, die ihm als Anerkennung für seine Forschungen und Beiträge eine Goldmedaille verlieh.
Barros veröffentlichte unter anderen die Schriften Algunas observaciones sobre nidificación y postura de aves (1925),  Los Loros Chilenos en la Obra de Molina (1935), Algunas aves del ecuador colectadas por German Barros Valenzuela con notas del colector (1953) und Anotaciones sobre el condor (1957).
Barros starb am 16. August 1972 an den Folgen eines Herzinfarktes.

## Ehrungen und Dedikationsnamen
Barros war Mitglied der Chilenischen Akademie der Wissenschaften und wurde später zum Ehrenmitglied ernannt. In Anerkennung seiner Forschungen über Sturmschwalben am Río Aconcagua in den chilenischen Anden wurde ihm 2024 die Sturmschwalbenart Oceanites barrosi gewidmet. Bereits 1923 benannte James Paul Chapin die Unterart Melanodera xanthogramma barrosi der Gelbbart-Ammertangare nach Barros. Carlos Silva Figueroa beschrieb 1917 die Schmetterlingsart Auca barrosi, Juan Brèthes 1918 die Käferart Oxypoda barrosi und 1919 die Schlupfwespenart Dotocryptus barrosi, Longinos Navás Ferrer 1934 die Netzflüglerart Sical barrosi und Cândido Firmino de Mello-Leitão 1951 die Spinnenart Meriola barrosi.